# Chadli Bendjedid
Chadli Bendjedid (in arabo شاذلي بن جديد‎?) (Būthalja, 14 aprile 1929 – Algeri, 6 ottobre 2012) è stato un politico e militare algerino, nonché sesto Presidente dell'Algeria.
Fu sotto la sua presidenza che l'ex Presidente della Repubblica algerina, Ahmed Ben Bella, fu liberato nel 1979 dalla sua prigionia, che durava dal 1965, quando, a seguito del colpo di Stato organizzato dal colonnello e Ministro della Difesa Boumédiène, fu da questi incarcerato.

## Biografia
Chadli Bendjedid (traslitterazione francofona maghrebina per Shādhilī ben Jadīd) ha militato nell'esercito francese come sottufficiale e combatté nella guerra d'Indocina. Disertò per passare al Fronte di Liberazione Nazionale algerino all'inizio della guerra d'indipendenza algerina nel 1954.
Protetto di Houari Boumédienne, Bendjedid ebbe il comando militare della regione di Orano (Algeria) nel 1964. Dopo l'indipendenza ascese i ranghi delle forze armate algerine, diventando capo della II regione militare nel 1964 e colonnello nel 1969.

### Ascesa alla presidenza
Bendjadid è stato ministro della Difesa dal novembre 1978 al febbraio 1979 e divenne presidente dopo la morte di Houari Boumédienne.
Bendjadid era un candidato "di compromesso" che giunse al potere supremo dopo che la leadership del Partito unico (l'FLN) e la stessa Presidenza erano stati contestati nel IV Congresso del FLN svoltosi tra il 27 e il 31 gennaio 1979. I candidati favoriti per succedere a Boumédienne erano Mohammad Salah Yahiaoui e Abdelaziz Bouteflika. L'ultimo aveva servito come Segretario degli Esteri presso le Nazioni Unite per sedici anni. Era un componente di spicco del clan Oujda ed era considerato di idee liberali e filo-occidentali. Yahiaoui (Yahyawi) era stato strettamente affiliato ai comunisti algerini, consentendo al Partito dell'Avanguardia Socialista (PAGS) di acquisire giurisdizione sui sindacati dei lavoratori e sulle organizzazioni giovanili.
Giunto al potere, Bendjedid ridusse il ruolo dello Stato nell'economia e allentò i pervasivi controlli del Governo sui cittadini. Alla fine degli anni ottanta, con l'economia collassata a causa della vertiginoso calo del prezzo del petrolio sui mercati internazionali, crebbe la tensione tra elementi del regime monopartitico che avevano sostenuto le politiche di liberalizzazione economica avviate da Bendjedid e quanti volevano il ritorno al modello statalista. Nell'ottobre del 1988, marce giovanili che protestavano contro le politiche di austerità decise dal regime e che lanciavano slogan contro Bendjedid, evolvettero in massicci disordini di strada a Orano, ʿAnnāba e in altre città ancora. La brutale reazione dei militari ai danni dei protestatari lasciò sul terreno varie centinaia di morti. Forse come strategia politica d'emergenza, Bendjedid cominciò a operare per accelerare la transizione nel Paese a un sistema democratico multipartitico. Tuttavia nel 1991 i militari intervennero per bloccare le elezioni che vedevano nettamente favorito il Fronte Islamico di Salvezza (Front Islamique du Salut, FIS), di orientamento fondamentalista, obbligando Bendjedid a lasciare il potere e avviando una lunga sanguinosa stagione di guerra civile in Algeria.

## Vita post-presidenziale
Bendjedid rimase per lo più defilato dalla politica dal gennaio del 1992. Tornò alla vita pubblica alla fine del 2008, quando tenne un discorso assai controverso in una Conferenza svolta ad al-Tārif, capoluogo della sua provincia natale.

## Morte
Nei primi mesi del 2012, è stato ricoverato a Parigi per un cancro. Viene ricoverato nel reparto di terapia intensiva presso l'ospedale militare di Ain Naadja ad Algeri il 3 ottobre 2012 per un cancro alla prostata in fase abbastanza avanzata, oltre a insufficienza renale. Muore il 6 ottobre 2012 all'età di 83 anni.